# Cercles d'Apollonius
Ne doit pas être confondu avec Cercles d'Apollonius (fractale).
En géométrie, le nom de cercles d'Apollonius a été donné à plusieurs configurations différentes.

## Cercles d'Apollonius associés à deux points
Apollonius de Perge propose de définir le cercle comme l'ensemble des points M du plan pour lesquels le rapport des distances MA/MB reste constant, les points A et B étant donnés.
Définition — Si A et B sont deux points distincts et k est un réel strictement positif différent de 1, le cercle d'Apollonius relativement aux points A et B et de rapport k est l'ensemble des points M du plan tels que
{\displaystyle {\frac {MA}{MB}}=k.}

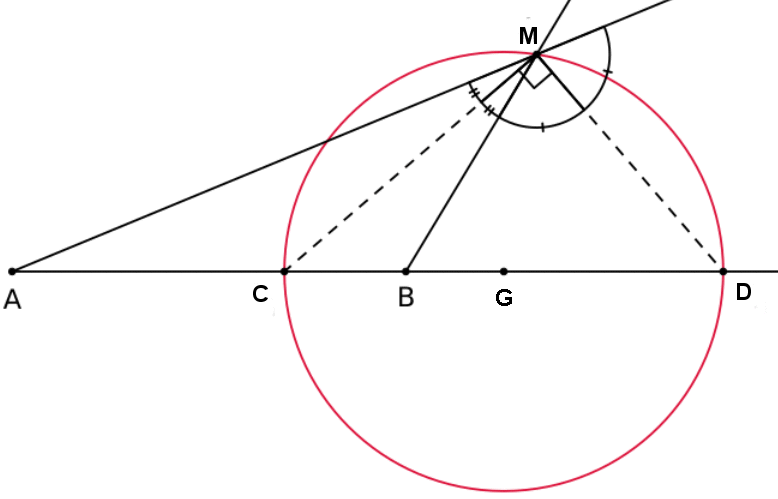

Démonstration du fait que ce lieu géométrique est bien un cercle, et construction de ce cercle :
- Solution sur (AB) : si k = 1, MA=k MB a une unique solution sur (AB) : le milieu de [AB]. Sinon le problème d'Apollonius MA = k MB  a deux solutions sur (AB), disons C et son conjugué harmonique D par rapport à A et B ; D existe dès que C n'est pas le milieu de [AB].
- Solution hors de (AB) : Si MA/MB = k, alors MA/MB = CA/CB ; d'après le théorème de la bissectrice intérieure au triangle AMB, (MC) est la bissectrice de l'angle en M dans le triangle AMB. Comme on a aussi MA/MB=DA/DB, d'après le théorème de la bissectrice extérieure au triangle AMB, (MD) est la bissectrice extérieure de l'angle en M dans AMB. Donc l'angle CMD est droit ; le triangle CMD est rectangle en M, ce qui signifie que M est sur le cercle de diamètre [CD].
- Synthèse : Pour tout M du plan hors de (AB) les droites (MA), (MB), (MC) et (MD) forment un faisceau harmonique. Si de plus M est sur le cercle de diamètre [CD], on sait alors que (MC) et (MD) sont les bissectrices intérieures et extérieures en M du triangle  AMB. On conclut avec la caractérisation de la bissectrice en termes de rapport.
- Le cercle de diamètre [CD] est le cercle d'Apollonius relativement aux points A et B et de rapport k.

On peut aussi remarquer que ce lieu est obtenu par l'annulation de la fonction scalaire de Leibniz {\displaystyle MA^{2}-k^{2}MB^{2}} ; si {\displaystyle G} est le barycentre de {\displaystyle A(1)} et {\displaystyle B(-k^{2})}, le lieu est le cercle de centre {\displaystyle G} et de rayon {\displaystyle {\frac {k}{|k^{2}-1|}}AB}.
Pour k variant, ces cercles forment un faisceau de cercles à points limites A et B.

## Faisceau de cercles d'Apollonius d'un triangle
Soit ABC un triangle. Le cercle c de centre O est circonscrit au triangle ABC.
Les bissectrices en A coupent [BC] en I1 et J1, le cercle c1 de centre O1 a pour diamètre [I1J1].
Les bissectrices en B coupent [AC] en I2 et J2, le cercle c2 de centre O2 a pour diamètre [I2J2].
Les bissectrices en C coupent [AB] en I3 et J3, le cercle c3 de centre O3 a pour diamètre [I3J3].
Le faisceau de cercles d'Apollonius est formé par les trois cercles c1, c2 et c3 d'Apollonius qui ont en commun les deux points P et Q. Ce sont les points de base du faisceau.
Leurs centres O1, O2 et O3 sont alignés sur la médiatrice de [PQ].
Le centre O du cercle circonscrit c  et le point de Lemoine du triangle ABC sont situés sur la droite (PQ).
Les points Q (X15) et P (X16) sont les points isodynamiques du triangle ABC. Ce sont les conjugués isogonaux des points de Fermat (X14 et X13)

## Cercles d'Apollonius associés à trois cercles donnés
Le problème d'Apollonius, ou problème des contacts consiste à déterminer les cercles tangents à trois cercles donnés. En partant de trois cercles tangents deux à deux, et en itérant, on obtient une figure fractale ; voir : Cercles d'Apollonius (fractale).